# Жердівська сільська рада
| Жердівська сільська рада — орган місцевого самоврядування у Броварському районі Київської області з адміністративним центром у с. Жердова. Історична дата утворення: в 1934 році. Загальна площа землі в адмінмежах Жердівської сільської ради — 5152,9 га. Адреса сільської ради: 07440, Київська обл., Броварський р-н, с. Жердова, вул. Леніна, 35. |

## Населені пункти
Сільській раді підпорядковані населені пункти:
- с. Жердова
- с. Вільне
- с. Захарівка
- с. Мала Тарасівка
- с. Михайлівка
- с. Підлісся
- с. Покровське

## Склад ради
Рада складається з 16 депутатів та голови.

### Керівний склад ради
| ПІБ                   | Основні відомості                                                                      | Дата обрання | Дата звільнення |
| --------------------- | -------------------------------------------------------------------------------------- | ------------ | --------------- |
| Зубко Тетяна Павлівна | Сільський голова, 1963 року народження, освіта, Всеукраїнське об'єднання «Батьківщина» | 26.03.2006   | 31.10.2010      |
| Зубко Тетяна Павлівна | Сільський голова, 1963 року народження, освіта вища, позапартійна                      | 31.10.2010   |                 |

Примітка: таблиця складена за даними джерела